# La fine del mondo storto
La fine del mondo storto è un romanzo di Mauro Corona, pubblicato nel 2010 dalla casa editrice Mondadori e vincitore del Premio Bancarella nel 2011.

## Trama
In questo romanzo Corona racconta la fine delle fonti energetiche non rinnovabili nel nostro mondo, e di come l'uomo per sopravvivere dovrà recuperare le capacità che aveva perduto, creando una nuova società con dei nuovi valori e con un migliore rapporto con il mondo e con la vita. Col tempo gli uomini si renderanno conto che la loro tecnologia era inutile.